# 동로마-불가리아 전쟁

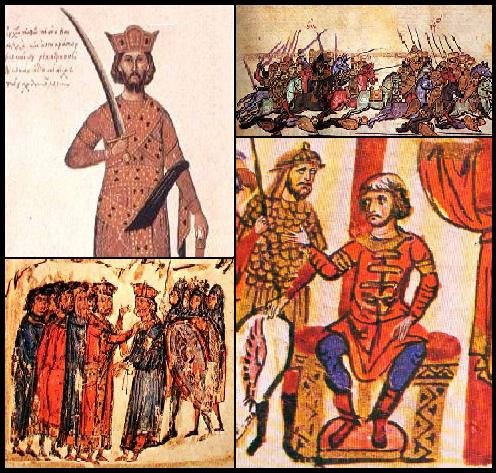

동로마-불가리아 전쟁 또는 불가리아 30년 전쟁은 동로마 제국과 불가리아 제1제국 간의 일련의 전쟁이다. 10세기의 불가리아는 기독교화하였고 영토도 넓어 제국의 위협이 되었다. 시메온의 사후(927), 사무엘이 재흥한 불가리아와는 30년간이나 싸우지 않으면 안되었다. 황제 바실리오스 2세는 불가로크토노스(불가리아인 학살자)라고 불릴 만큼 격렬하게 싸웠다. 승리한 후에는 재건에 노력했다.